# Teniško igrišče
Teniško igrišče je lahko travnato, prekrito s posebnim peskom (tenisit), asfaltirano ali iz umetnih mas. 
Igrišče je dolgo 23,78 m in za igro posameznikov široko 10,97 m, medtem ko je za igro dvojic razširjeno z dodatnim pasom, tako da je široko skupaj 10,97 m. Ob robu igrišča je predviden prostor, kamor lahko igralci tečejo po žoge, ki so se že enkrat odbile na njihovi strani, potem pa zapustile igrišče (če se žoga enkrat odbije na igralčevi strani in je ne odbije nazaj, je točka nasprotnikova). Mreža je na sredini visoka najmanj 91,4 cm, na obeh vpetih straneh 1,06m. Dimenzije:
Celotno igrišče meri 23,77 metrov (78 čevljev) v dolžino in 8,23 metrov (27 čevljev) v širino za posamezne igre, oziroma 10,97 metrov (36 čevljev) za igre dvojic.
Mreža:
Mreža je postavljena na sredini igrišča in jo podpira mrežna vrv ali kovinska žica, ki je napeta med dvema mrežnima stebroma. Višina mreže na sredini je 0,914 metra (3 čevljev) in se nekoliko dvigne na koncih na 1,07 metra (3,5 čevljev).
Linije na igrišču:
Osnovna črta (Baseline): Linija na koncu igrišča, kjer igralci običajno stojijo, ko servirajo ali vračajo udarce.
Servisne črte (Service Lines): Dve črti, ki sta vzporedni z osnovno črto in se nahajata 6,40 metra (21 čevljev) od mreže na vsaki strani.
Sredinska črta za servis (Center Service Line): Črta, ki deli servisna polja na dve enaki polovici.
Stranske črte (Sidelines): Dolžinske črte, ki določajo širino igrišča za posamično igro (ozke) in za dvojice (širše).
Servisna polja:
Vsaka stran mreže je razdeljena na dve servisni polji (levo in desno) s sredinsko servisno črto. Igralci morajo servirati v nasprotno servisno polje.
Podlage:
Teniška igrišča so lahko narejena iz različnih materialov, vsak s svojimi značilnostmi, ki vplivajo na hitrost in odboj žogice:
Trda podlaga (Hard Court): Narejena iz betona ali asfaltnih mešanic, prekritih z akrilnimi premazi. Ta podlaga omogoča hitre igre z visokim odbojem žogice.
Peščena podlaga (Clay Court): Narejena iz zdrobljene opeke ali drugih materialov. Žogica na tej podlagi odskoči počasneje, kar omogoča daljše izmenjave udarcev.
Travnata podlaga (Grass Court): Narejena iz naravne trave. Ta podlaga omogoča zelo hitro igro z nižjim odbojem žogice.
Teniško igrišče je zasnovano tako, da omogoča dinamično in hitro igro, kjer igralci uporabljajo svoje tehnične, fizične in taktične sposobnosti za zmago nad nasprotnikom.